# Hans Gruhne
Hans Gruhne (født 5. august 1988 i Berlin) er en tysk roer og olympisk guldvinder.
Gruhnes internationale karriere begyndte, da han som junior i 2005 blev verdensmester i dobbeltsculler og året efter i singlesculler. Som senior var han i 2007 med til at vinde VM-bronze i dobbeltfirer, og han var også med i denne båd ved OL 2008 i Beijing, hvor tyskerne blev nummer seks. I 2009 var han med til at vinde sølv ved VM for U/23, i 2011 vandt han senior-VM-sølv i dobbeltsculleren og i 2013 VM-bronze i samme bådtype. Derefter kom han igen med i dobbeltfireren og var med til at blive verdensmester i denne båd i 2015.
Han var også med i samme båd ved OL 2016 i Rio de Janeiro sammen med Philipp Wende, Lauritz Schoof og Karl Schulze, der alle var OL-guldvindere i denne båd i 2012. Efter en skuffende tredjeplads i deres indledende heat måtte de ud i opsamlingsheat. Dette vandt de dog sikkert, og i finalen fik de fart i båden og sejrede med over et sekunds forspring til Australien på andenpladsen, mens Estland sikrede sig bronze.
Efter OL 2016 fortsatte han i dobbeltfireren, der dog – skønt de jævnligt nåede til A-finaler – ikke formåede at vinde medaljer ved de internationale mesterskaber. Gruhne var fortsat med i båden ved Ol 2020 (afholdt i 2021) i Tokyo, hvor tyskerne blev nummer to i B-finalen og samlet nummer otte.

## OL-medaljer
- 2016:  Guld i dobbeltfirer